# 신소항
신소항은 경상남도 사천시 서포면 다평리에 있는 어항이다. 2002년 10월 18일 어촌정주어항으로 지정하여 관리하고 있다. 시설관리자는 사천시장이다.

## 어항 구역
본 항의 어항구역은 다음과 같다
- 수역: 미지정 (사천시 서포면 다평리 1445-1(제) 일원)
- 육역: 9,700m2

## 어항 시설
- 방파제 75m

## 주요 어종
- 농어, 도다리, 굴